# 燕岩岩脈

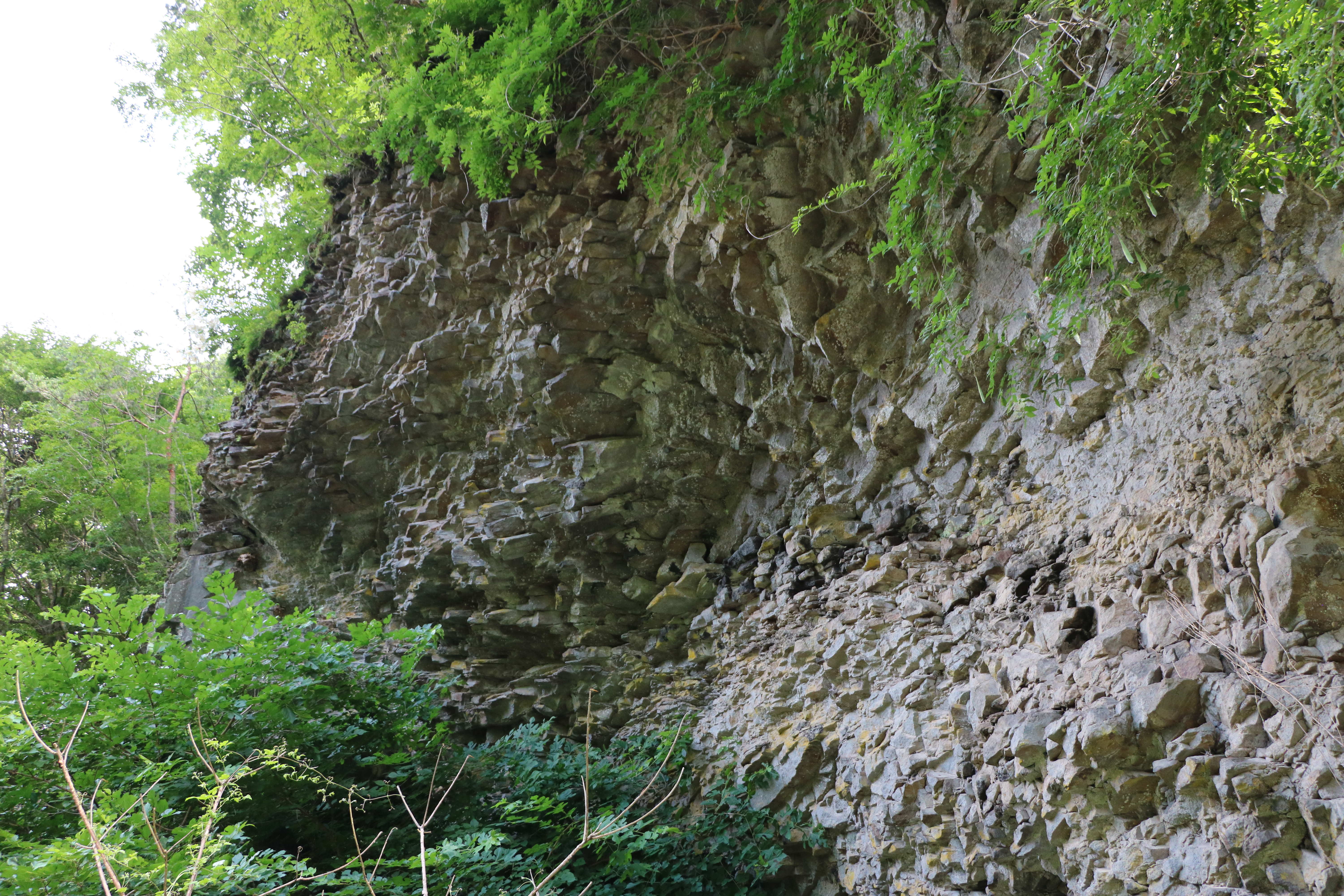
燕岩岩脈。柱状節理が発達する露頭面。2022年7月24日撮影。

燕岩岩脈（つばくろいわがんみゃく）は、山梨県甲府市御岳町にある、国の天然記念物に指定された輝石角閃石デイサイトを主体とする岩脈である。
甲府市の中心部から北北西へ約15キロメートル( km)、関東山地西南端に位置する黒富士（標高1,633 m）火山群が作った、黒富士岩脈群と呼ばれる12本以上ある放射状岩脈の、最も規模の大きな岩脈が、延長3,000 m以上に達する燕岩岩脈である。付近一帯は秩父多摩甲斐国立公園の奥深い山中であり、岩脈は高低差の激しい尾根や谷間を貫くように形成されているため、燕岩岩脈に近接する唯一の車道である「甲府市営林道御岳線」沿いの岩脈露頭部を見ただけでは、この長大な岩脈の全体像を俯瞰することは不可能である。
大正末期の1926年から昭和初期の1928年に行われた調査により作成された地質図には、英字でHornblende dacite（普通角閃石デイサイト）として、すでに燕岩岩脈が放射状に描かれているなど、古くから燕岩岩脈は地質学者や火山学者の間では火山岩系の岩脈として知られた存在であり、最大幅が1つの脈としては極めて厚い35 mに達し、露出面も明瞭で、谷と直交した河床に複数の小岩脈（副岩脈）が平行に走り、これら大小の岩脈群の総幅員が約50 mの「岩脈の束」として存在するなど、学術的な価値が高いことから、1934年（昭和9年）12月28日に国の天然記念物に指定された。

## 解説

### 黒富士火山と放射状岩脈群

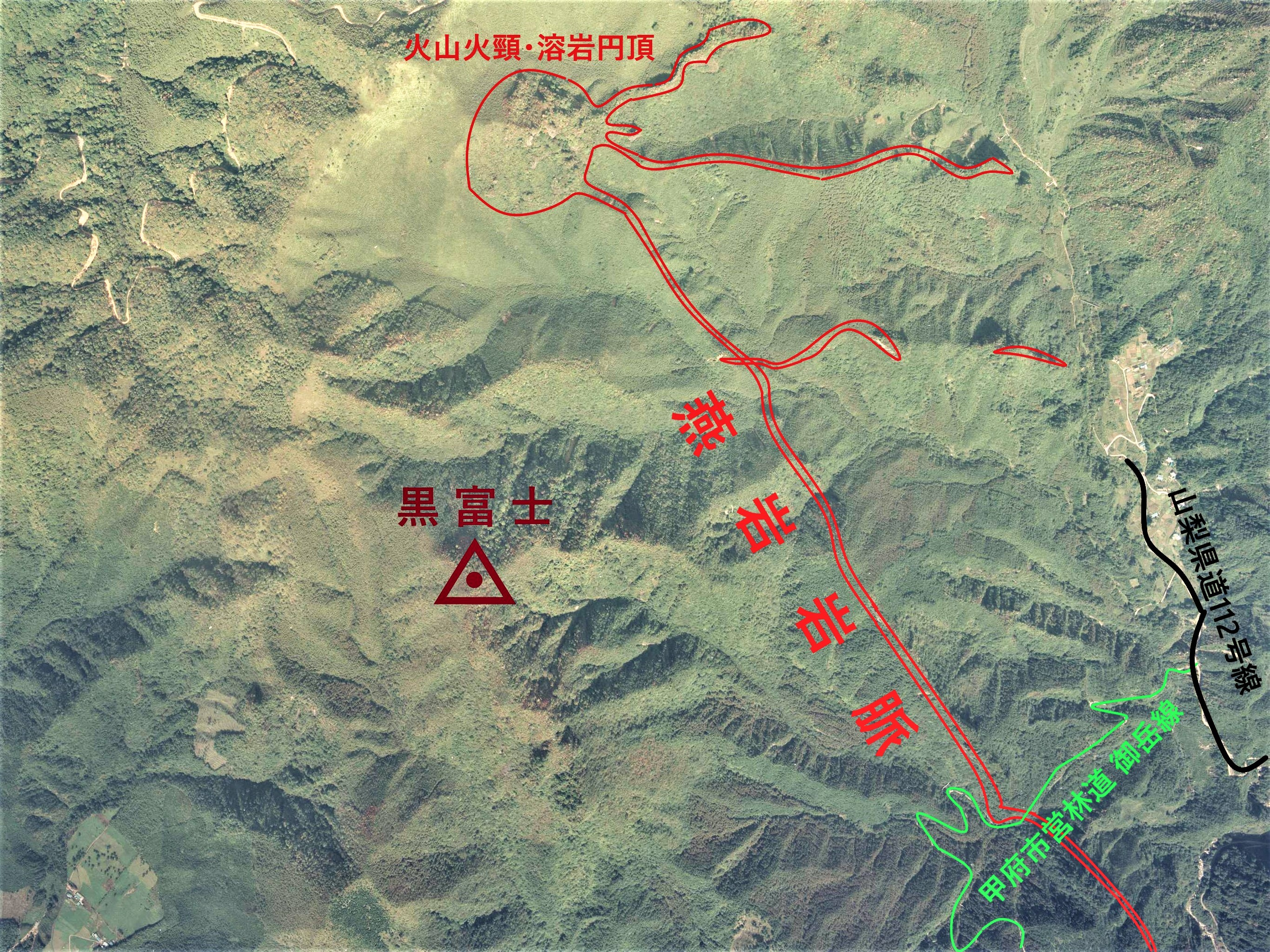
燕岩岩脈周辺の空中写真。
黒富士山頂部北方の溶岩円頂丘から大小4つの岩脈が走る。南南東方向へ延びるもっとも規模の大きなものが燕岩岩脈。日本火山学会『空中写真で見る日本の火山地形』P.174より作成。
。（1976年10月6日撮影の画像を使用作成）

燕岩岩脈は山梨県甲府市北部の山間部にある国の特別名勝御岳昇仙峡から更に北側の奥深い山中に所在する。御岳昇仙峡が方状節理の発達する花崗岩の岩質であるのに対し、燕岩岩脈は火山活動によって形成された輝石角閃石デイサイトを主体としており、岩脈の縁は斑晶がほとんどないため黒系の色を示すが、内側では斑晶がよく発達しており灰色もしくは白色の岩肌になっている。このような黒色から白色の色調が、翼や尾が黒色で、腹部が白色のツバメに似ていることから、燕岩と呼ばれるようになったと言われ、オーバーハングした岩壁の凸凹した節理が、家の軒下に作られるツバメの巣を連想させることや、イワツバメが多数生息していたことなどが名称の由来であると言われている。
燕岩岩脈は岩脈の西側にある黒富士火山と呼ばれる火山群を構成する火山岩類のひとつで、発砲の弱いデイサイト質の火砕流堆積物を主体とし、その噴出物は南北28 km、東西23 km、面積は217平方キロメートル( km2) におよぶ広大な範囲に及ぶ。
火山活動がはじまった更新世前期には扁平状のなだらかな火山体であったが、その後の浸食作用により著しく開析が進み、黒富士や、黒富士の寄生火山である茅ヶ岳や金ガ岳などが形成された。これらのうちいくつかは突出したような地形を持つ、太刀岡山や曲岳、兎藪（ウサギヤブ）など、大小さまざまな溶岩円頂丘がみられる。
これら溶岩円頂丘群は少なくとも12か所で確認されており、黒富士火山群の活動末期にあたる約50万年前に形成されたと考えられているが、この際に火砕流などの割れ目にマグマが放射状に貫入して出来たのが黒富士岩脈群であり、国の天然記念物に指定された燕岳岩脈もそのひとつである。

### 発達した節理と岩脈の束

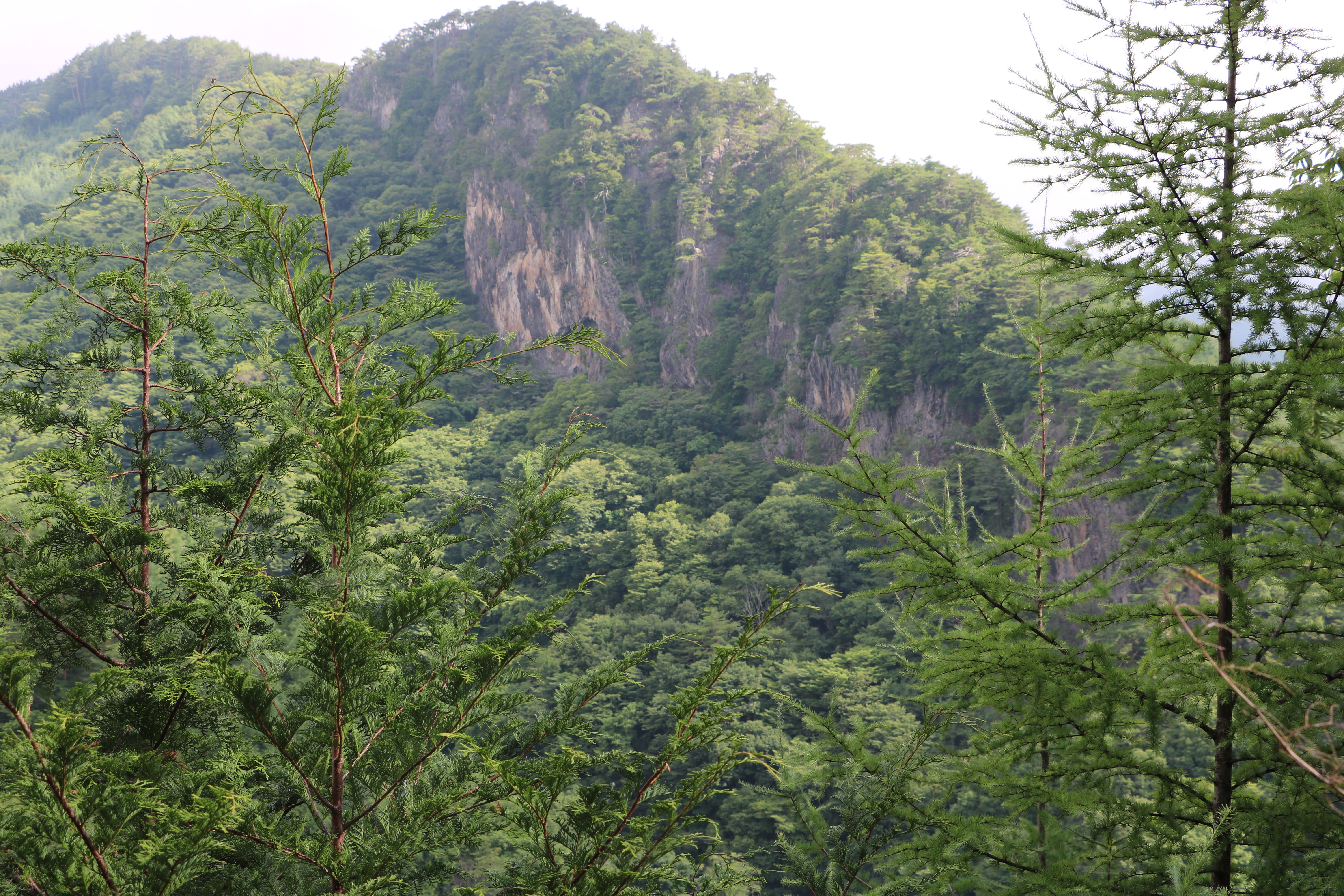
燕岩岩脈。比高200メートルにおよぶ断崖の遠景。2022年7月24日撮影。

前述した複数の溶岩円頂丘のうち最大規模のものは、黒富士から見て北西方向、北杜市の旧須玉町江草岩下地区の南側にある兎藪（うさぎやぶ）と呼ばれる円頂丘で（1929年の市来の論文によれば、土地の人々はこの溶岩円頂丘を孫左衛門と呼んでいたという）、花崗岩体の上に直接乗っている。ウサギヤブ円頂丘はドーム状の突出した地形で、南北に約1 km、東西方向に約2.3 km)の楕円形をしている。
一方、黒富士のすぐ北側に直径約420 m、比高約 mの火山岩頸状の突出したドーム状の地形があって、ここから大小4本の岩脈が東側へ放射状に延びており、このうち南南東方向に延びる最も長い岩脈が、国の天然記念物に指定されている燕岩岩脈である。
放射状岩脈の中心部は1か所ではなく、少なくとも2か所以上存在し、岩脈の途中では異なる中心を持つ岩脈がお互いに斜交している、岩脈の延びる方向は厳密には直線状ではなく、ところどころで屈曲しており、数カ所で横切る谷間の河床に屈曲した状態が現れており、岩脈中央部付近の谷間と直角に交わる地点の河床には、大小数本の岩脈（副岩脈）が束状になって露出しており、この「岩脈の束」の幅は50 mも達し、これら岩脈に挟まれた形の黒富士火砕流層が観察できるため、黒富士岩脈群が黒富士火砕流を貫いて出来た岩脈群であることがよく分かる。
燕岩岩脈を含む黒富士岩脈群は、黒富士火砕流と同じマグマによるものであるが、火砕流が噴出した後、ある程度の時間差を置いて、放射状に流動したものと考えられており、その岩質は一様ではなく場所によって異なる。このことは岩脈を形成する貫入が短時間に起きたのではなく、マグマの成分が少しずつ変質させながら活動したことを示している。このよう成因であるため、肉眼では角閃石や斜長石、石英の斑晶が目立ち、それらに加え顕微鏡では磁鉄鉱やチタナイト、燐灰石などが認められる、全体的に灰白色の輝石角閃石デイサイトであるが、岩脈の周縁部ではマグマが急速に冷やされた影響により、斑晶が含まれず黒色が目立つ安山岩となっている部分も存在する。
燕岩岩脈の方向は北30度西 (N30°W)方向で北西から南東方向へ延び、岩脈の南側へ向かうにつれて、急峻な屏風状の尾根筋になっており、岩脈の縁にあたる岸壁の高さは200 m以上に達し、唯一車道と交わる甲府市営林道御岳線沿いの岩脈露頭部では、垂直方向の柱状や板状の節理が発達している様子がよく分かる。
この付近には岩脈が非常に多く存在し、燕岩岩脈の東側に隣接する黒平（くろべら）地区には天狗岩や蝋燭岩と呼ばれる同質の岩脈もあり、これらは甲府市北部に広がる広大な山地を形成した黒富士火山群の発達史を考察する上でも貴重な資料である。

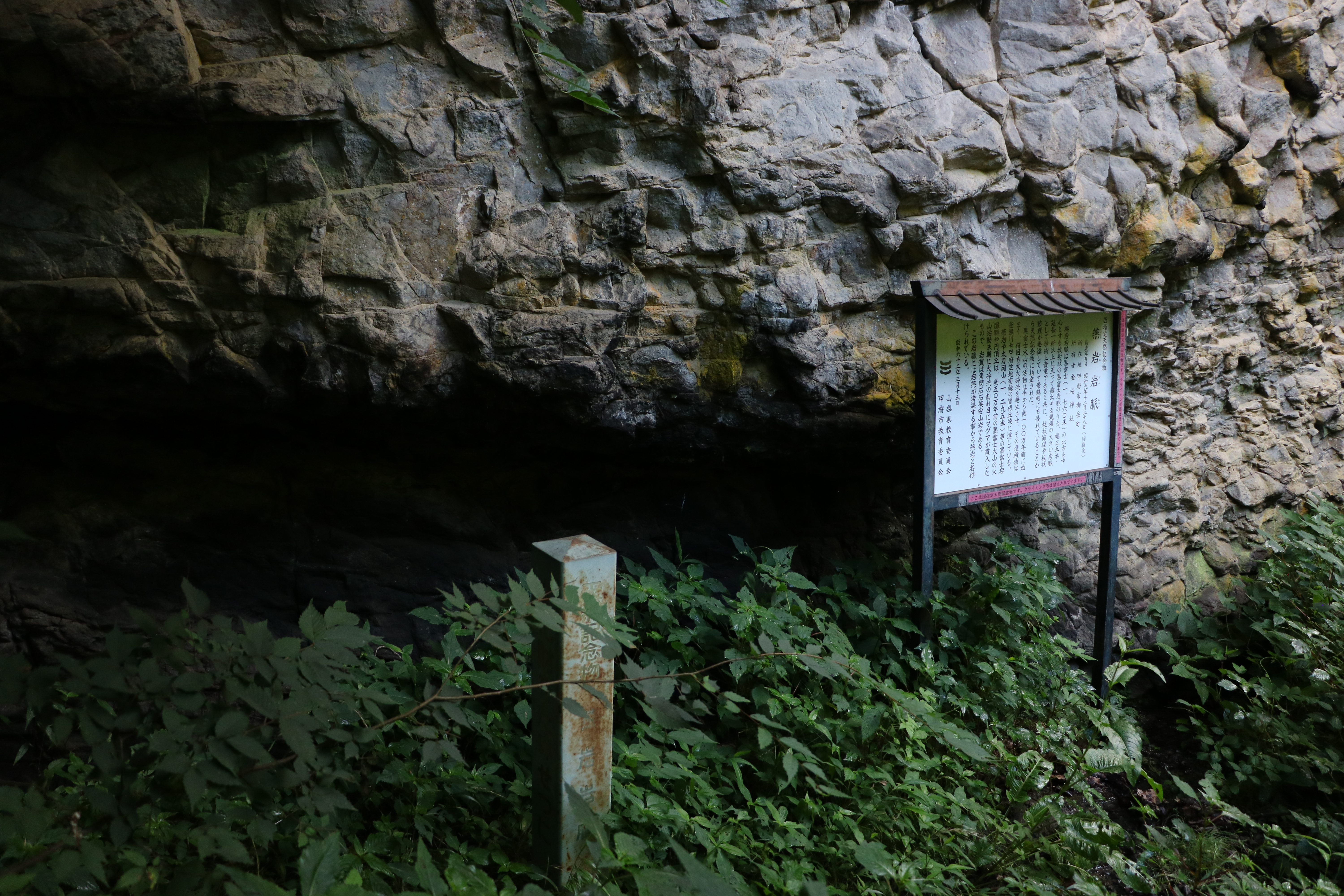
市営林道御岳線沿いの露頭にある天然記念物標柱と解説板。2022年7月24日撮影。
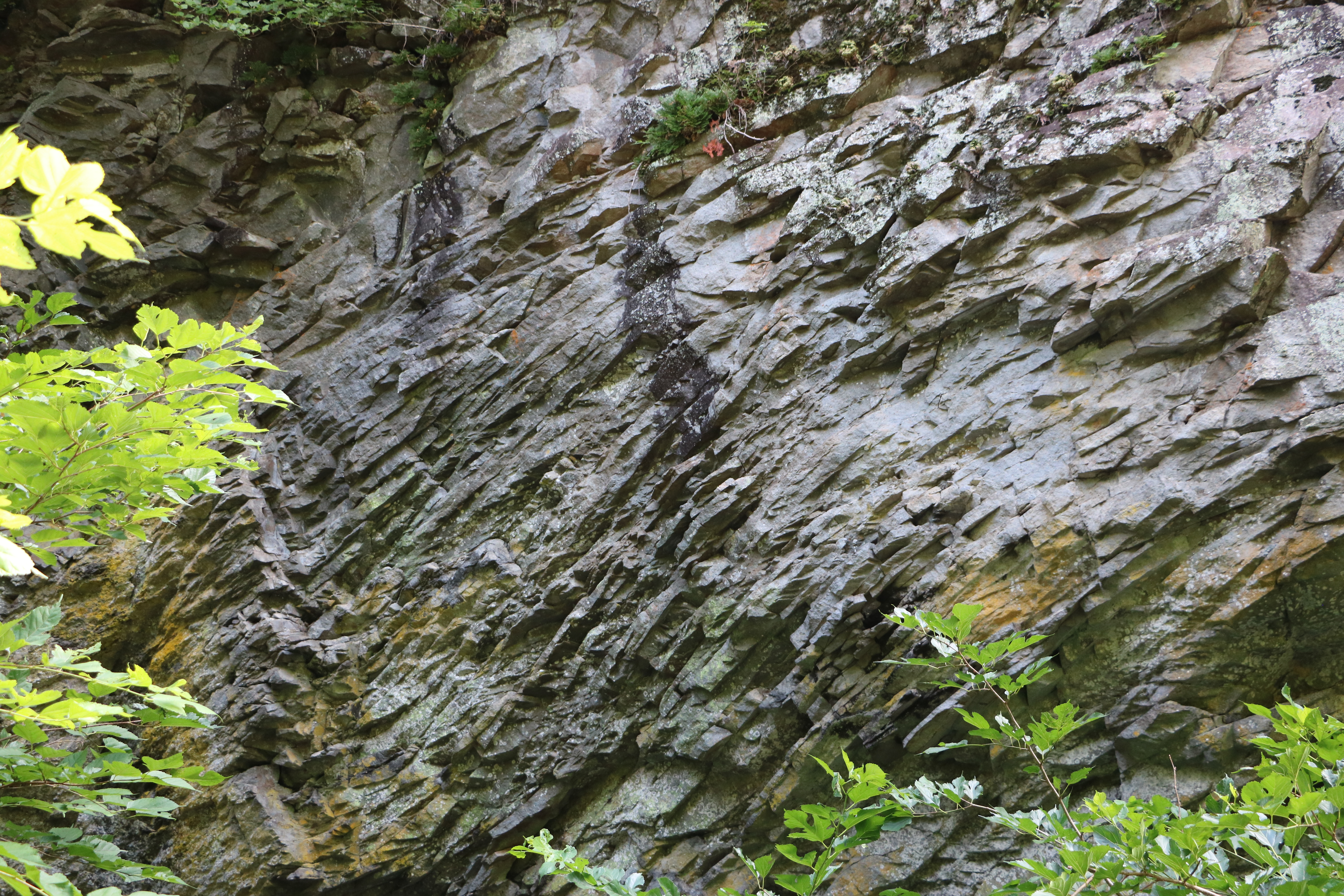
板状節理が発達した露頭面。2022年7月24日撮影。
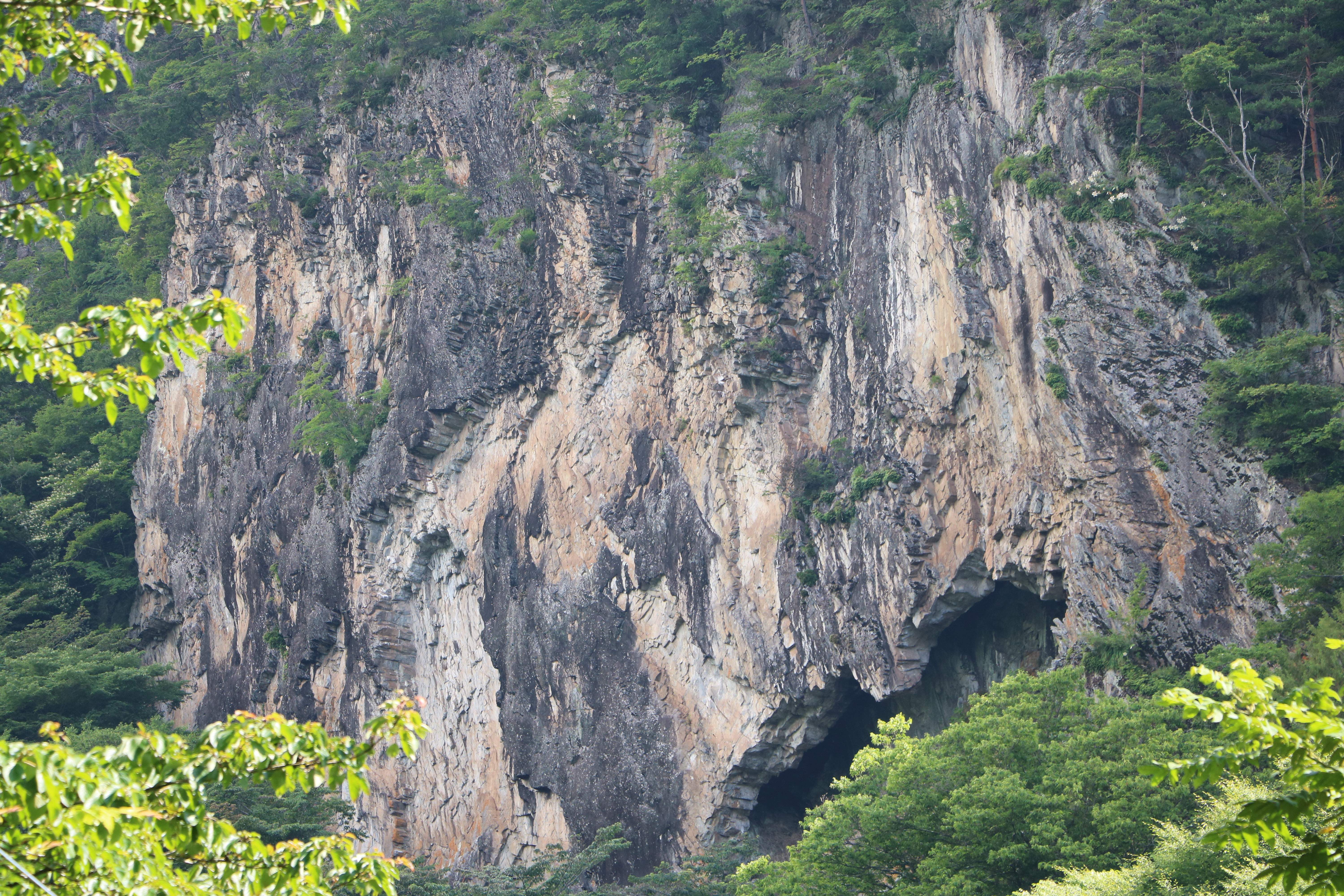
断崖下部の一部は、節理が大きく抜け落ちて洞窟状になっている。2022年7月24日撮影。

## 交通アクセス
所在地
- 山梨県甲府市御岳町3285-1[11]。

交通
- 公共交通機関は存在しない。ここでは甲府市営林道御岳線沿いの天然記念物標柱が設置された露頭部への自家用車による交通を示す。
  - 中央自動車道甲府昭和インターチェンジより山梨県道5号甲府南アルプス線・山梨県道7号甲府昇仙峡線経由、約27キロメートル、車で約60分。